# Боа дю Казие
Боа дю Казие (на френски: Bois du Cazier) е изоставена каменовъглена мина край Марсинел (днес част от Шарлероа), Белгия, превърната в музей, обект на световното наследство на ЮНЕСКО.
На 8 август 1956 г. в Боа дю Казие става най-тежкият инцидент в историята на белгийската добивна промишленост. При пожар в мината загиват 262 от намиращите се вътре 274 души, от тях 136 италианци (над половината от жертвите), 95 белгийци.
По онова време в белгийските мини работят около 47 хил. италианци (съставлявайки 30% от заетите в бранша), а цялата италианска имиграция в Белгия достига близо 0,5 млн. души. 
Случаят кара Италия да изисква по-добри и безопасни условия за работа на своите гастарбайтери, работещи въз основа на договор за трудовата миграция между Белгия и Италия от 1946 г. Белгия започва да набира по-активно чуждестранни работници от други страни. Злополуката предизвиква въвеждането на по-строги регулации на безопасността на труда в Западна Европа и до намаляване на италианската имиграция в Белгия.
През 1967 г. мината е закрита, а след това е превърната в музей, посветен на аварията и на историята на въгледобива в района на Шарлероа.